# Langer licht
Langer licht, met als internationale titel Northern Light, is een Nederlandse film uit 2006 van David Lammers. Het filmproject komt voort uit De oversteek.

## Verhaal
De film speelt zich af in Amsterdam-Noord, waar Lucien (Thiry) een boksschool houdt, een man gevormd door het leven die hard is voor anderen maar vooral voor zichzelf. Zeker nadat er weer iets uit zijn verleden weer boven komt, waarna hij met zijn zoon (Carter) in conflict komt maar vooral met zichzelf.

## Rolverdeling
- Raymond Thiry - Lucien
- Dai Carter - Mitchell
- Melody Klaver - Kiki
- Maartje Beets - Monica
- Rian Gerritsen - Sandra
- Fikret Koc - vriend van Mitchell
- Monique Sluyter - Tonnie

## Prijzen
- Geselecteerd voor de Tiger Awards Competitie van het Rotterdams Filmfestival in 2006
- Genomineerd voor de categorie beste regie in de Gouden Kalf-competitie van 2006.
- Genomineerd voor de Prijs van de Nederlandse filmkritiek in de Gouden Kalf-competitie van 2006.
- Genomineerd als beste acteur, de hoofdrolspeler Raymond Thiry in de Gouden Kalf-competitie van 2006.